# Melanie Kreis

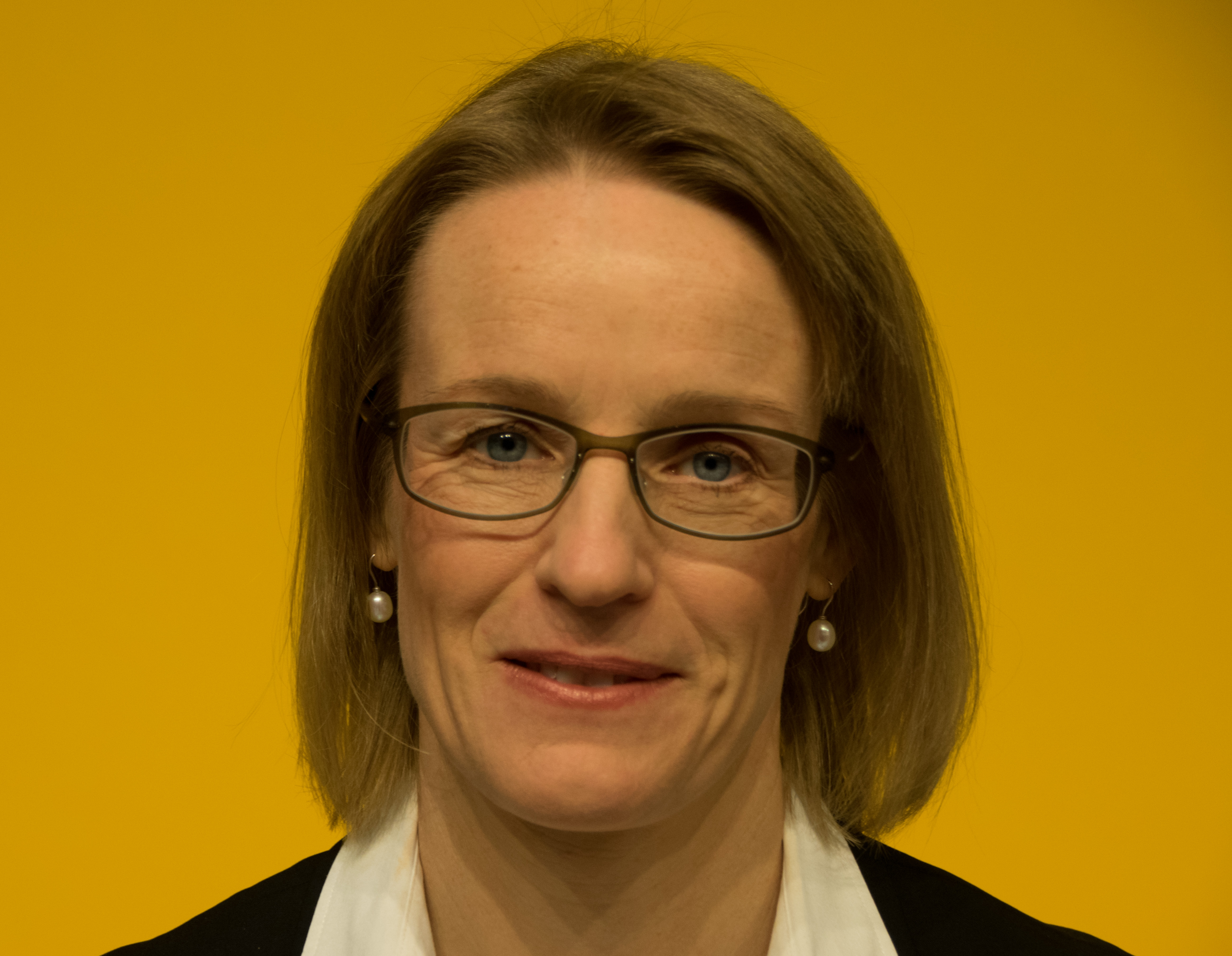
Melanie Kreis (2017)

Melanie Kreis (* 20. März 1971) ist eine deutsche Managerin. Sie ist seit 2014 Mitglied des Vorstands der Deutschen Post AG und zuständig für Finanzen.

## Ausbildung
Nach ihrem Abschluss 1994 mit einem Master in Physics an der State University of New York at Stony Brook, USA, und einem weiteren Abschluss 1997 als Diplom-Physikerin an der Rheinischen Friedrich-Wilhelms-Universität in Bonn machte sie 2000 einen Master of Business Administration an der privaten Universität Insead.

## Karriere
Von 1997 bis 2000 arbeitete sie bei der Unternehmensberatung McKinsey & Company in Köln. Danach wechselte sie zu Apax Partners mit Sitz in München und London. Seit 2004 ist sie bei der Deutsche Post DHL. In den Vorstand wurde sie im Oktober 2014 berufen, wo sie zunächst für das Personalresort zuständig war. Seit Oktober 2016 ist sie Finanzvorständin (CFO) der Deutschen Post und war zu diesem Zeitpunkt die erste weibliche CFO in Deutschland. Seit Mai 2023 ist sie zudem Präsidentin des Deutschen Aktieninstituts.
2017 nahm das Manager Magazin Melanie Kreis in eine Liste von „75 Spitzenfrauen der deutschen Wirtschaft“ auf.
Sie wurde 2019 auf der Forbes-Liste der 100 mächtigsten Frauen der Welt auf Platz 61 geführt. 2024 wurde sie in die Liste 50 over 50 der Zeitschrift Forbes aufgenommen.

## Privates
Kreis ist geschieden und hat zwei Kinder.